# 아오키 시키
아오키 시키 (青木志貴, 1990년 1월 14일 - )는 일본의 트랜스남성 성우. 미키 프로덕션 소속.

## 경력
15살 무렵 음악을 하고자 무턱대고 도쿄로 상경했다. 무얼 해야할지 진로에 망설이며 시간만 허비하다 결국 이도저도 아닌 상태에서 인터넷 방송에 뛰어들게 된다.

## 인물
2013년도부터 아오키 시키라는 이름으로 개명. 본명이 아닌 예명이며, 전에 쓰던 예명은 아오자키 라무(蒼崎らむ). 시키만 예명이며 실제 성은 아오키가 맞다고 한다. 시키라는 이름은 공의 경계의 료우기 시키에서 따왔다고 한다. 한자가 토오노 시키와 같은데 정작 월희보다는 공의 경계 파라고.[22] 덧붙여 개명 전 예명인 아오자키 라무에서 성인 아오자키는 TYPE-MOON의 그 아오자키에서 따온 것으로 추정된다.
고교시절 텍사스 홀덤 일본대회 우승 경력이 있다.애니메이션보다는 연극 및 이벤트 MC로서 활약하는 경우가 많다.

## 출연 작품
※ 굵은 글씨는 메인 캐릭터

### 텔레비전 애니메이션
2015년
- 내 이야기!! - 조연

2017년
- 카드파이트!! 뱅가드 G NEXT - 아사다 마코토
- 신데렐라 걸즈 극장 - 니노미야 아스카

2018년
- 3D 그녀 리얼 걸 - 츠츠이 카오루
- 여우의 목소리 - 유신

2019년
- 3D 그녀 리얼 걸 2 - 츠츠이 카오루
- 신 중화일미(2019) - 레온(少)

## 게임
2015년
- 워터 걸 - 하야사카 나미
- 신님과 운명각성의 크로스 테제 - 이자요이 페레스
- 전국X
- 드래곤네스트
- 요괴 모모히메땅! - 부라부라, 빈보가미

2016년
- 아이돌 마스터 신데렐라 걸즈 - 니노미야 아스카
- 아이돌 마스터 신데렐라 걸즈 스타라이트 스테이지 - 니노미야 아스카
- 감염소녀 - 후죠 나데시코
- #컴파스 전투섭리분석시스템 - 마법소녀 리리카
- 타워 오브 프린세스 - 리토, 카구야의 사역인
- 드래곤 제네시스 -성전의 인연- - 프란시스카
- 메다로트 걸즈 미션 - 고토 사쿠라
- 라스트 그노시아 - 아르테미아
- 리그 오브 레전드 - rikoSoba[33]

2017년
- 그라나도 에스파다 - 스칼렛 세인퀴스
- 소녀전선 - PP-90, NZ75
- 이슈타리아 사가 - 가라샤
- 데스티니 차일드 - 엘도라도

2018년
- 쓰르라미 울 적에 봉 - 후루데 리카(히나미자와 정류소)
- KOF 올스타 - 크리스, 오로치

2019년
- 8월의 신데렐라 나인 - 쿠사카리 루나